# Guillaume IV de Dampierre
Guillaume de Dampierre-Saint-Dizier, né vers le milieu du XIIIe siècle et mort après 1314, est le 
fils puîné de Jean Ier de Dampierre, seigneur de Dampierre et de Saint-Dizier dans le comté de Champagne, et de son épouse Laure de Lorraine,.
À la mort de son père, il devient seigneur de Saint-Dizier tandis que son frère aîné Jean II de Dampierre devient seigneur de Dampierre.

## Biographie
En 1258, à la mort de son père Jean Ier de Dampierre, il hérite de la seigneurie familiale de Saint-Dizier, dans le comté de Champagne, tandis que son frère aîné Jean II de Dampierre hérite de celle de Dampierre ainsi que celles de Sompuis et Éclaron. Toutefois, encore trop jeunes pour exercer le pouvoir, ils sont alors sous la tutelle de leur mère Laure de Lorraine.
En 1304, il fait partie de l'ost royal français lors de l'expédition en Flandre et il combat à la bataille de Mons-en-Pévèle aux côtés de son frère aîné Jean II.
En 1308, son neveu Jean III de Dampierre, seigneur de Dampierre, décède sans héritier et ses titres reviennent à sa sœur Marguerite de Dampierre ainsi qu'à l'époux de cette dernière, Gaucher VI de Châtillon. Mais le partage des biens en commun provenant de Jean Ier de Dampierre et Laure de Lorraine entraine de grandes contestations entre Guillaume et Gaucher. Guillaume décide de prendre les armes et prend par la force le fief du Meix Alleran, proche de Dampierre. Gaucher se porte devant lui pour livrer bataille et parvient à repousser Guillaume, qui dans sa retraite ravage le moulin de Lignon, appartenant à Gaucher. Celui-ci le poursuit ensuite jusqu'à Saint-Dizier et ravage sur son passage son moulin de Perthes. Gaucher continue sa vengeance jusqu'à Valfroicourt, en Lorraine, où il cause de grands dommages à la maison et aux serfs que Guillaume y possède. La justice du roi est alors saisie et un arrêté du Parlement de 1310 condamne Gaucher à verser 40 livres tournois à Guillaume et 500 livres à ses hommes au titre de dédommagement ainsi que 1 000 livres au roi comme amende, tandis que Guillaume est quant à lui condamné à payer 200 livres à Gaucher pour dédommagement et 200 livres au roi pour amende,.
Guillaume meurt après 1314. Les titres bourguignons provenant de sa première épouse sont partagés entre ses deux fils aînés tandis que son troisième fils hérite de la seigneurie familiale de de Saint-Dizier ainsi que celle proche de Vignory venant également de sa première femme.

## Mariage et enfants
Il épouse en premières noces Jeanne de Salins (ou de Chalon, de Bourgogne), fille d’Étienne de Chalon dit le Sourd, seigneur de Rouvres, de Montenot et de St-Laurent-la-Roche, et de Jeanne, dame de Vignory, dont il a six enfants :
- Étienne de Dampierre-Saint-Dizier († en février 1328), seigneur de Saint-Laurent-La Roche, de Montenot, d'Augisey, d'Agessaux et de Saint-Agnès. Il épouse en 1319 Huguette de Vienne, fille d'Henri de Vienne, seigneur de Sainte-Croix, et de Marguerite de Bellevesvre, dame de Chay, dont il a un enfant. Il a été assassiné à la suite d'un complot mené par sa femme, remariée en 1337 à Philippe de Vienne, seigneur de Pymont et de Ruffey.
  - Béraud de Dampierre-Saint-Dizier († en 1342), fiancé à Béatrix de Chalon, fille de Jean II, comte d'Auxerre et de Tonnerre, et d'Alix de Bourgogne, dame de Montfleur, mais le contrat est rompu peu de temps après.
- Guillaume de Dampierre-Saint-Dizier († avant 1362), seigneur d'Alièze.
- Jean de Dampierre-Saint-Dizier († après 1327), seigneur de Saint-Dizier.
- Robert de Dampierre-Saint-Dizier, seigneur de Valempoulières[7]. Il devient chevalier de l'ordre de Saint-Jean de Jérusalem.
- Jeanne de Dampierre-Saint-Dizier († en 1343). Elle épouse en premières noces Hugonin de Villars, puis en secondes noces Aymon de Montferrand, seigneur de La Sarraz, mais elle n'a pas de postérité.
- Isabelle de Dampierre-Saint-Dizier († avant 1368), dame d'Eurville, d'Humbécourt, de Rouvres et de Montenot[Note 2]. Elle épouse Âme de Blâmont, seigneur de Deneuvre, fils d'Henri Ier, seigneur de Blâmont, et de Cunégonde de Linange, dont elle a trois enfants[8]

Devenu veuf vers 1313, il épouse en secondes noces Marie d'Aspremont, fille de Geoffroy III, seigneur d'Aspremont et d'Isabelle de Quiévrain, dont il a un autre enfant :
- Geoffroy de Dampierre-Saint-Dizier († le 19 septembre 1356 à la bataille de Poitiers). Il épouse Isabelle de Châtillon, dame de Roches-sur-Marne, dont il devient seigneur jure uxoris, et avec qui il a quatre enfants :
  - Henri de Dampierre-Saint-Dizier († le 25 décembre 1376). Il succède à ses parents en tant que seigneur de Roches-sur-Marne. Il épouse Marguerite de Joinville, dame de Lafauche, fille d'Ogier de Joinville, seigneur d'Effincourt, et de Marguerite de Beaupré, dont il a une fille :
    - Jeanne de Dampierre-Saint-Dizier († après le 18 août 1408), qui épouse en premières noces Guillaume de Grandson, en secondes noces Jacques de Vergy, en troisièmes noces son beau-frère Gaucher de Savoisy (dont elle a un fils) et en quatrièmes noces Ferry de Chardoigne.

  - Guillaume de Roche († après 1366).
  - Jean de Dampierre-Saint-Dizier († le 4 mai 1375), évêque de Verdun de 1371 à sa mort.
  - Une fille dont le nom est inconnu, moniale à l'abbaye Notre-Dame de Soissons.